# Антон фон Калік
Антон Ріттер фон Калік (нім. Anton Ritter von Kalik, 2 грудня 1818, Королівство Галичини і Лодомерії, Австрійська імперія — 16 липня 1866, Альтона (нині — в межах Гамбурга)) — австрійський генерал-майор, перший керівник військової розвідки Австрійської імперії (1850—1864).

## Біографія
Син галицького офіцера. Освіту здобув у Терезіанській академії. У 1830 році лейтенантом став служити в Генеральному штабі цісарсько-королівської армії Австрійської імперії.
У 1848 році під час революції в чині гауптмана, в жовтні в Відні брав участь у придушенні повстання, зіграв важливу роль у штурмі імператорського двору Гофбург, захопленого повстанцями. У 1849 році учасник придушення Угорського повстання, брав участь у битві під Капольною.
У 1850 році був підвищений до чину полковника.
З того ж року очолив службу інформації (Розвідувальний відділ) генерального штабу Військового міністерства.
Був професором військового училища. З дипломатичною місією вирушив на Схід.
У 1858 році Каліку наданий почесний дворянський титул — ріттера. У 1864 році став генерал-майором. Призначений командиром бригади, з якою брав участь в Австро-пруссько-данській війні.
Після тривалої хвороби фон Калік помер 16 липня 1866 в Альтоні.

## Нагороди
- Кавалер Австрійського ордена Леопольда
- Хрест «За військові заслуги» (Австро-Угорщина)
- Орден Залізної корони
- Військовий орден Марії Терезії